# Batallón de Arsenales 604
El Batallón de Arsenales 604 "Tcnl. José María Rojas" (B Ars 604) es una unidad de arsenales del Ejército Argentino con asiento en el cuartel militar de Santa Catalina (Holmberg), Provincia de Córdoba, y que pertenece de la Agrupación de Arsenales 601, que a su vez depende de la Dirección de Arsenales.

## Historia
Este batallón fue originalmente creado en el año 1965 bajo denominación Batallón de Arsenales 141 (B Ars 141), como elemento dependiente del Comando de III Cuerpo de Ejército con sede en Córdoba. En el año 1998 modifica su denominación a Batallón de Arsenales 604 (B Ars 604), cambiando su dependencia orgánica.